# Giulvăz

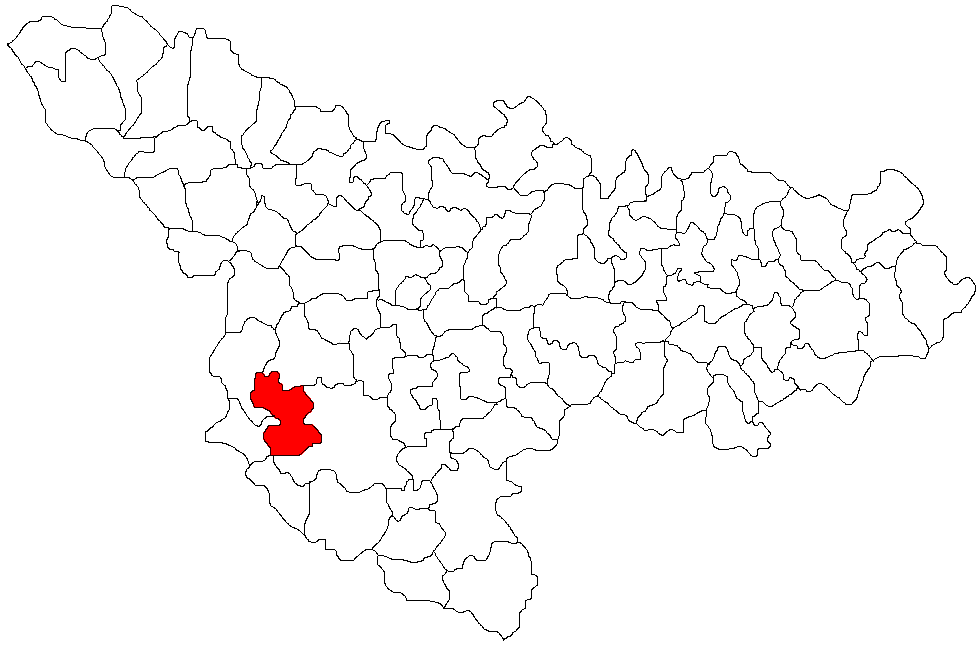
Lage der Gemeinde Giulvăz im Kreis Timiș

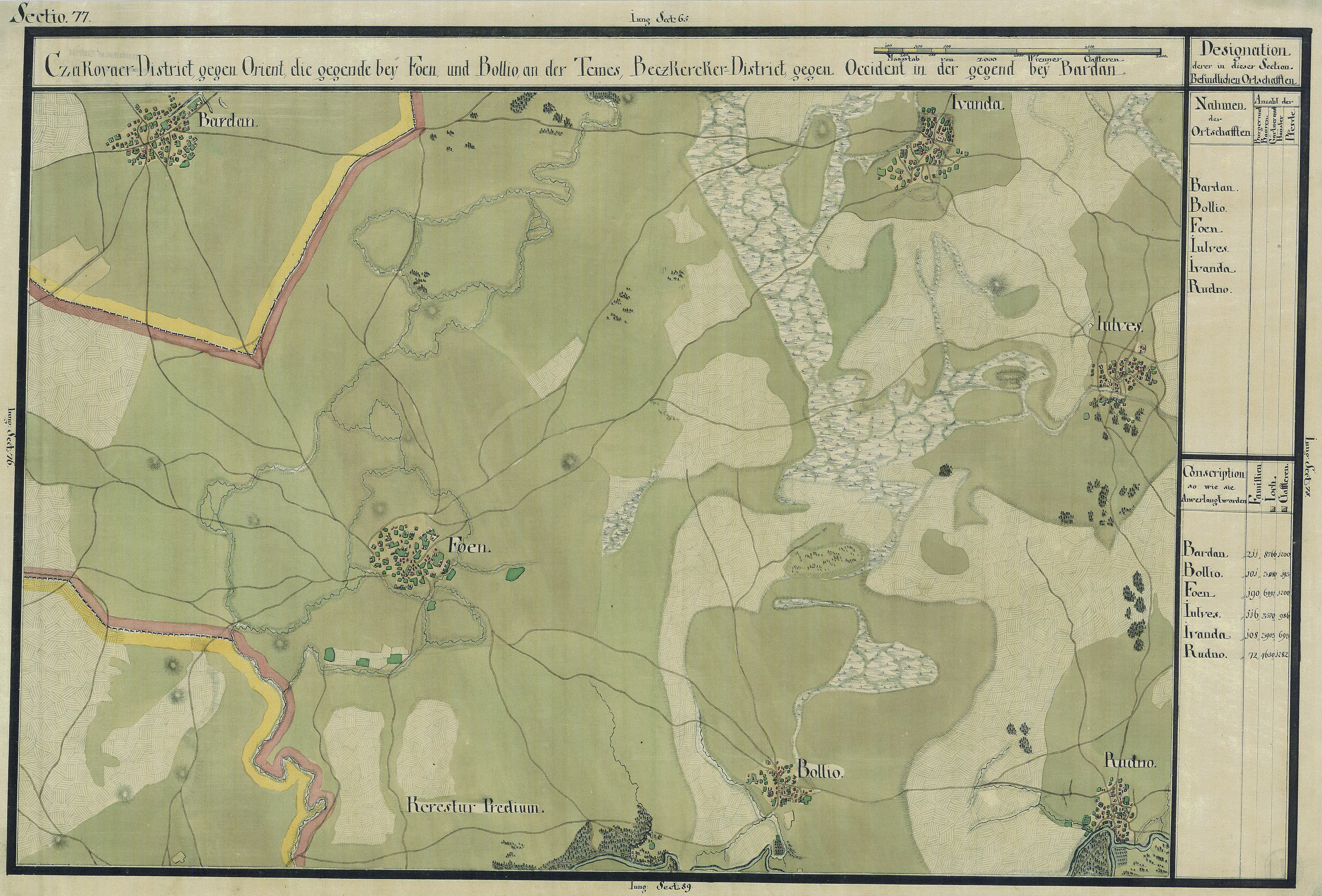
Giulvăz auf der Josephinischen Landaufnahme (1769–1772)

Giulvăz (deutsch Djulwes, Giulwess, Djulves, Giulweß, ungarisch Torontálgyülvész, kroatisch Đulvez, serbisch-kyrillisch Джулвез) ist eine Gemeinde im Kreis Timiș, in der Region Banat, im Südwesten Rumäniens. Zur Gemeinde Giulvăz gehören die Dörfer Crai Nou, Ivanda und Rudna.

## Lage
Giulvăz liegt im Kreis Timiș, etwa 30 Kilometer südwestlich von Timișoara (Temeswar), an der Eisenbahnstrecke Timișoara–Módos. Auch die Landstraße, die den Ort durchquert, führt in den einstigen Distriktsitz, der heute Jaša Tomić heißt.

## Nachbarorte
| Ivanda         | Sânmartinu Sârbesc                          | Peciu Nou |
| Međa (Serbien) | Kompassrose, die auf Nachbargemeinden zeigt | Cebza     |
| Foeni          | Rudna                                       | Ciacova   |

## Etymologie
Der Ort wurde 1335 unter der Bezeichnung Pußta Guhlues und 1433 als Pußta Gyülvész urkundlich erwähnt. Im Jahr 1462 erschien der Name Gywlwez. 1497 wurde das Prädium Gyurwcz und 1723 auf der Landkarte von Graf Claudius Florimund Mercy ein bewohnter Ort Iulves erwähnt. In den Jahren 1717 bis 1782 war Dyulwes unter kameraler Verwaltung. 1782 kauften die Brüder Naum und Konstantin Dadán das Gut und erhielten das Adelsprädikat „de Gyülvész“.

## Verwaltung und Geschichte
Im Mittelalter gehörte der Ort zum Temescher Komitat, in den Jahren 1717 bis 1775 zum Temescher Banat, Tschakowaer Verwaltungsamt. Von 1779 bis 1849 und von 1867 bis 1918 war die Ortschaft Teil des Königreichs Ungarn, Torontaler Komitat. Von 1849 bis 1867 war Dyulwes Teil der Woiwodschaft Serbien und Temeser Banat. Von 1918 bis 1944 gehörte das Dorf zum Königreich Rumänien und seit 1945 zu Rumänien.
Am 4. Juni 1920 wurde das Banat infolge des Vertrags von Trianon dreigeteilt. Der größte, östliche Teil, zu dem auch Giulweß gehörte, fiel an Rumänien.
1939 wurde die römisch-katholische Kirche erbaut und am 11. Oktober desselben Jahres von Bischof Augustin Pacha geweiht. Djulwes war immer eine Filiale von Ulmbach-Neupetsch.
Infolge des Waffen-SS Abkommens vom 12. Mai 1943 zwischen der Antonescu-Regierung und Hitler-Deutschland wurden alle deutschstämmigen wehrpflichtigen Männer in die deutsche Armee eingezogen.
Noch vor Kriegsende, im Januar 1945, fand die Deportation aller volksdeutschen Frauen zwischen 18 und 30 Jahren und Männer im Alter von 16 bis 45 Jahren zur Aufbauarbeit in die Sowjetunion verschleppt statt. Das Bodenreformgesetz vom 23. März 1945, das die Enteignung der deutschen Bauern in Rumänien vorsah, entzog der ländlichen Bevölkerung die Lebensgrundlage.
Am 18. Juni 1951 fand die Deportation in die Bărăgan-Steppe unabhängig von der ethnischen Zugehörigkeit statt. Zu diesem Zweck wurde von der rumänischen Regierung ein Plan zur Säuberung des Grenzgebiets zu Jugoslawien „von politisch unzuverlässlichen Elementen“ entworfen. Als die Bărăganverschleppten 1956 heimkehrten, bekamen sie die 1945 enteigneten Häuser und Höfe zurück, der Feldbesitz wurde jedoch kollektiviert.

## Demografie
| 1880 | 3759 | 1067 | 321 | 528 | 1843 |
| 1910 | 4672 | 1212 | 480 | 888 | 2092 |
| 1930 | 5048 | 1990 | 219 | 868 | 1971 |
| 1977 | 3667 | 2369 | 121 | 211 | 966  |
| 2002 | 3022 | 2523 | 50  | 33  | 416  |
| 2011 | 3075 | 2459 | 50  | 32  | 198  |
| 2021 | 3072 | 2326 | 22  | 14  | 99   |